# Cimetière juif de Vaucouleurs
Le cimetière juif de Vaucouleurs est un cimetière juif situé rue de Tusey à Vaucouleurs, dans le département français de la Meuse, en Lorraine. Il témoigne, dans cette ville où ne vit désormais plus aucune famille juive, d'une présence juive avant la Seconde Guerre mondiale et l'Holocauste.
Y sont inhumés depuis le XIXe siècle les membres de la famille Seiligmann, et une partie de leurs employés à la manufacture textile.
Le terrain du cimetière a été acquis en 1856, quelques années avant la construction à Vaucouleurs d'une synagogue, autorisée en 1861 sur les plans de Prosper Pernot, aujourd'hui détruite.

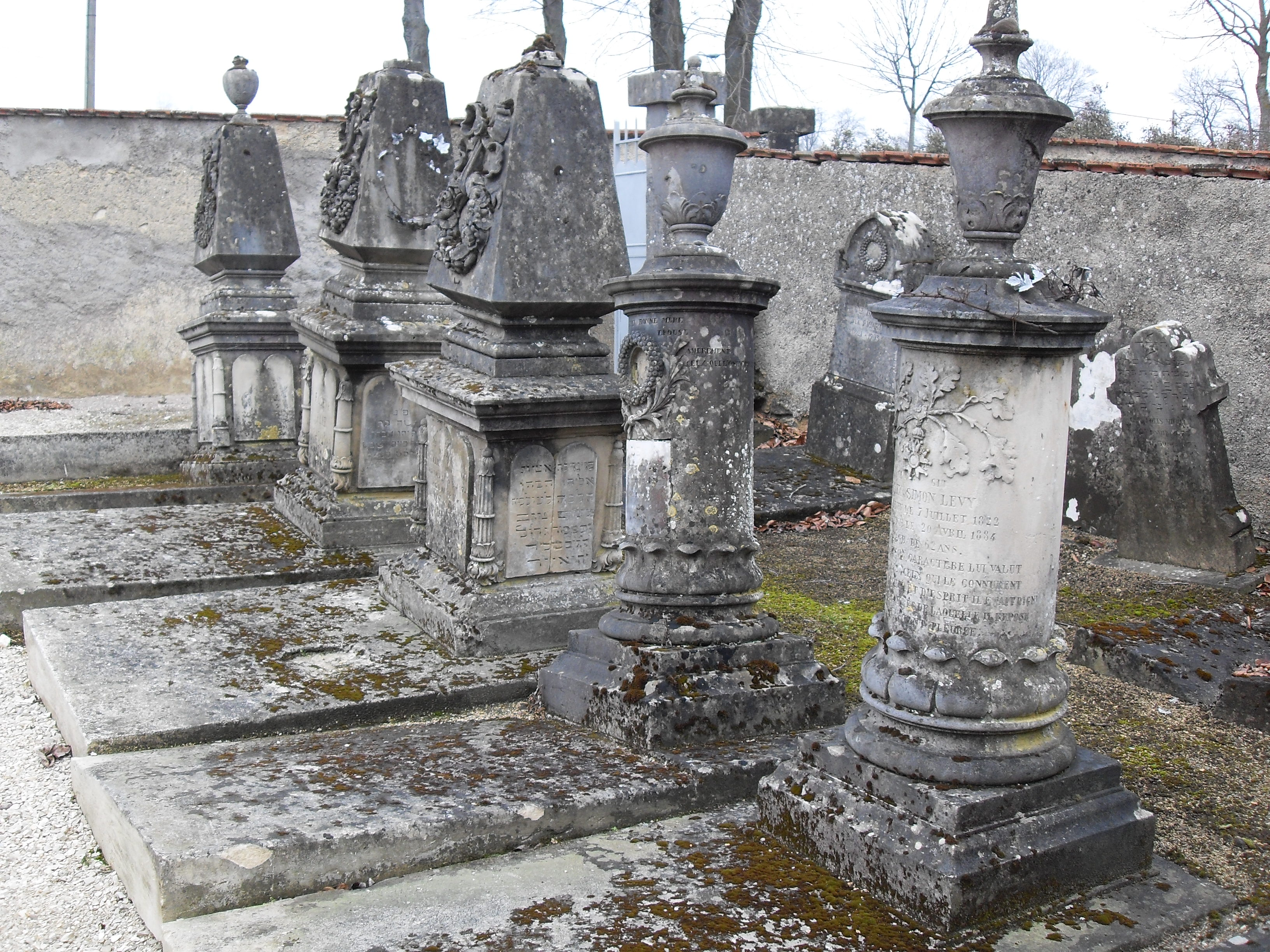
Tombes dans le cimetière juif de Vaucouleurs, en 2009.
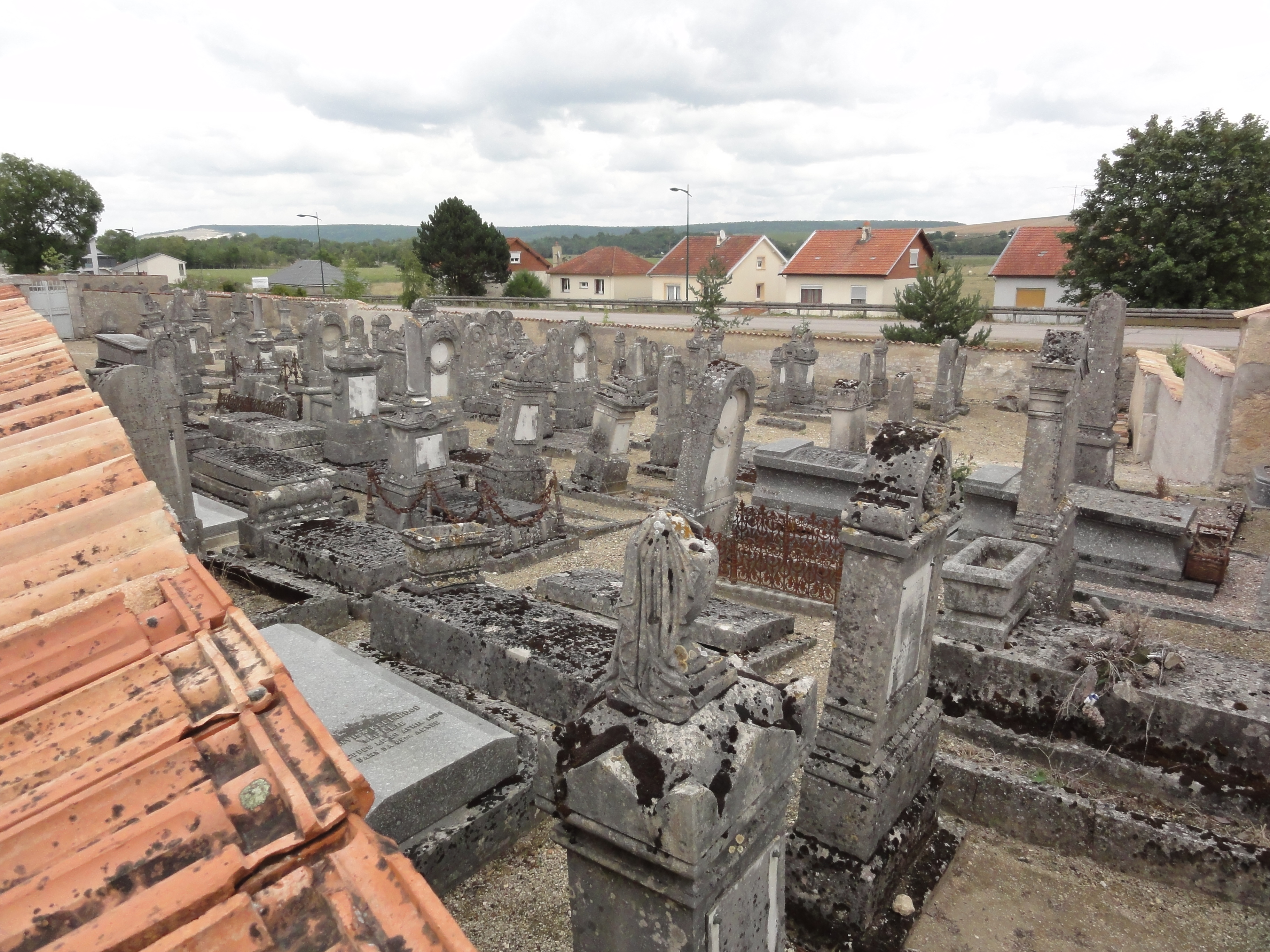
Vue d'ensemble.
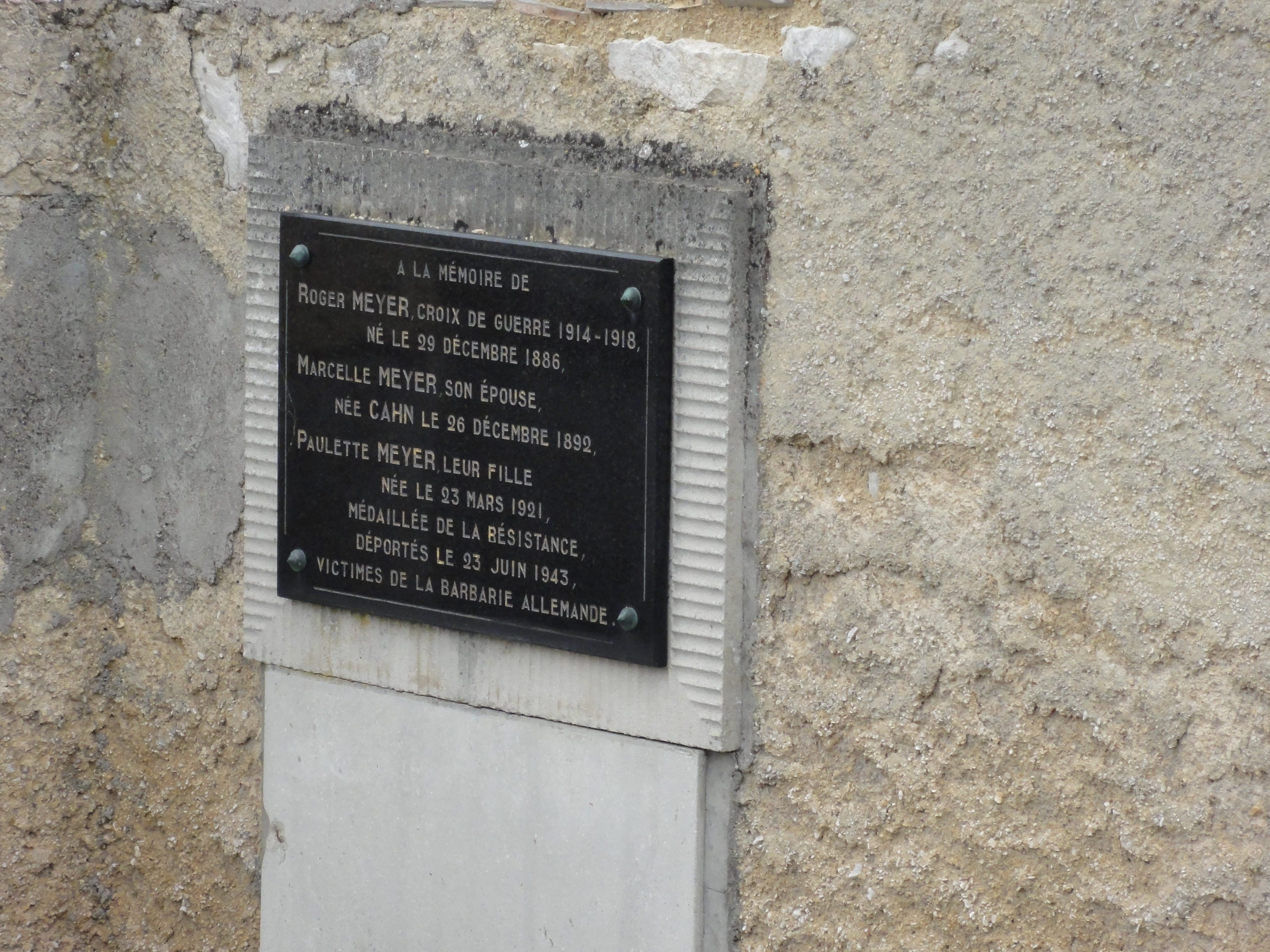
Plaque commémorant une famille de déportés.
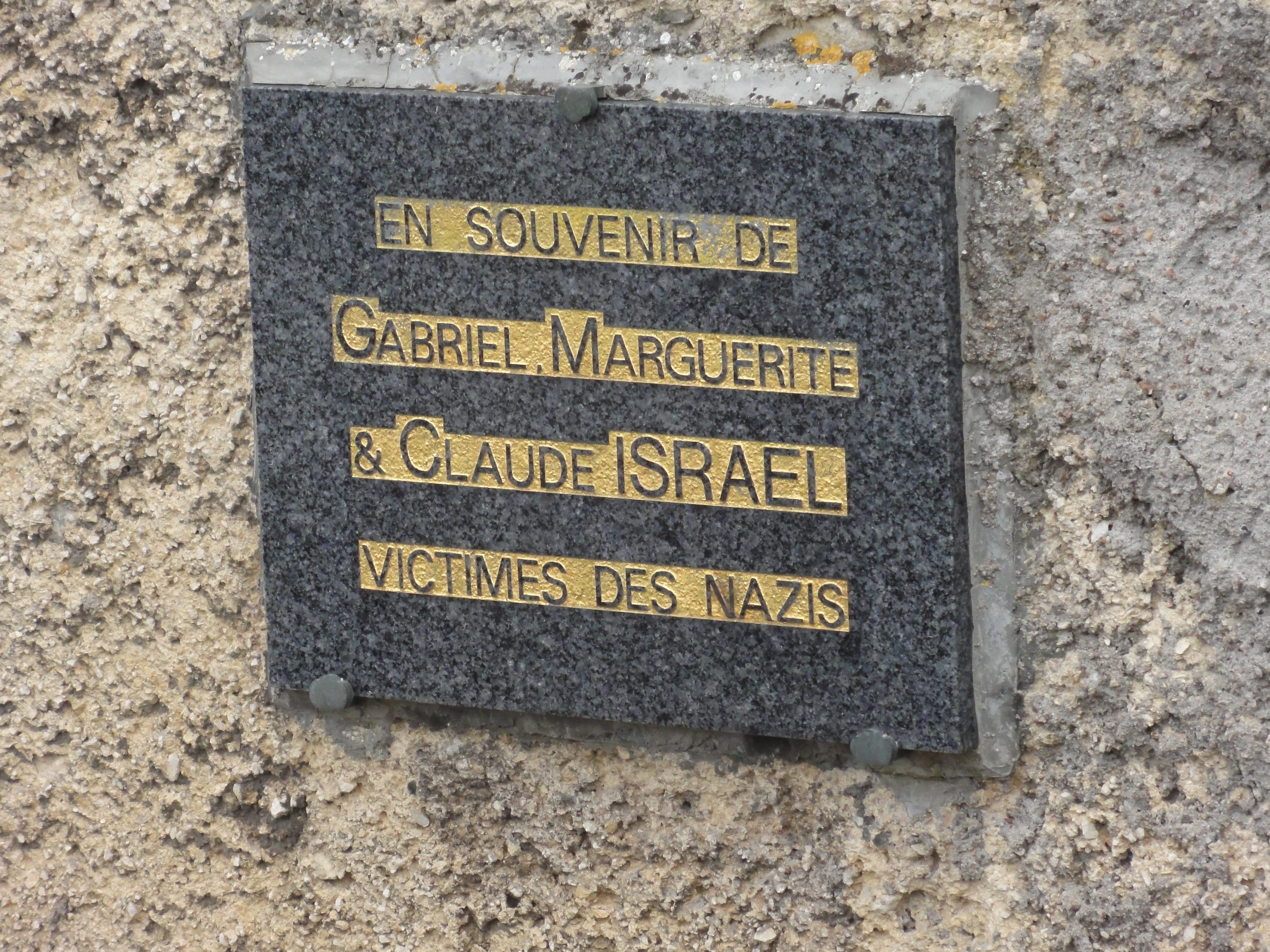
Plaque commémorant deux victimes des nazis.